# Tammsia
Tammsia là một chi thực vật có hoa trong họ Thiến thảo (Rubiaceae).

## Loài
Chi Tammsia gồm các loài: